# Палагін Віктор Андрійович
Палагін Віктор Андрійович — український фахівець з робототехніки, мехатроніки, мікросистемної техніки, доктор технічних наук, професор кафедри комп'ютерно-інтегрованих технологій, автоматизації та мехатроніки Харківського національного університету радіоелектроніки.

## Біографія
Віктор Палагін у 1960 р. закінчив Харківський політехнічний інститут за спеціальністю конструювання та технологія виробництва радіоапаратури і отримав фах інженера.
Вже у 1986 р. він закінчує Харківський національний університет і отримує спеціальність математика.
Віктор Палагін у 1990 р. захистив кандидатську дисертацію, а у 2016 р. став доктор технічних наук за спеціальністю «технологія, обладнання та виробництво електронної техніки».

## Наукова робота
Віктор Палагін  був і залишається відповідальним за низку держбюджетних проектів (з 2002 р. по 2018 р. їх налічується 9).

## Творчий доробок
Віктор Палагін автор понад 100 друкованих праць, 2 монографій, 1 підручника, 14 патентів, наукових статей:
- Палагин В. А., Невлюдов И. Ш., Семенец В. В. Введение в микросистемную технику и нанотехнологии. Підручник. — Харьков, ТОВ «Компания СМИТ», 2011. — 416 с. (416/200)
- Палагин В. А., Невлюдов И. Ш., Жарикова И. В. Метод подключения электронных компонентов к автоматизированным измерительным комплексам // Восточно-Европейский журнал передових технологий. — 2013.- № 1/9 (61). — с. 4-7
- Палагин В. А., И. Ш. Невлюдов, Богдан Ю. И., Томанова Е. М. Влияние масштаба на электрофизические параметры компонентов микроэлектромеханических систем // вісник НТУ «ХПІ». Серія Автоматика та приладобудування .- 2014. № 67(1109).- с 38-48
- Палагин В. А., Невлюдов И. Ш., Чалая Е. А. Технологии микросистемной техники (часть II) // НТЖ «Технология приборостроения». — 2015. — № 2. — С. 5—11
- Палагін В. А., Богдан Ю. І., Демська Н. П., Невлюдова В. В., Разумов –Фризюк Е. А., Роменський В.І / Плоский з'єднувач електронних пристроїв з нульовою силою вставки // патент на корисну модель № 103402. МПК Н01R 12/82 (2011/01/). Заявник та власник ХНУРЕ; заявл. 10.07.2015, публ. 10.12.2015 Бюл. № 23.

## Нагороди
- Лауреат Державної премії в галузі науки і техніки України (2014).
- Медаль «За доблесну працю».